# Padang Garugur (Batang Onang)
Padang Garugur is een bestuurslaag in het regentschap Padang Lawas Utara van de provincie Noord-Sumatra, Indonesië. Padang Garugur telt 987 inwoners (volkstelling 2010).